# Tianmingzhen (ort i Kina, Shaanxi, lat 32,98, long 107,30)
Tianmingzhen är en ort i Kina. Den ligger i provinsen Shaanxi, i den nordvästra delen av landet, omkring 210 kilometer sydväst om provinshuvudstaden Xi'an. Antalet invånare är 18 434. Befolkningen består av 8 881 kvinnor och 9 553 män. Barn under 15 år utgör 14,0 %, vuxna 15-64 år 73 %, och äldre över 65 år 11,0 %.
Runt Tianmingzhen är det ganska tätbefolkat, med 172 invånare per kvadratkilometer. Närmaste större samhälle är Chenggu Xian, 20,0 km norr om Tianmingzhen. I omgivningarna runt Tianmingzhen växer i huvudsak blandskog.
Genomsnittlig årsnederbörd är 1 295 millimeter. Den regnigaste månaden är september, med i genomsnitt 282 mm nederbörd, och den torraste är december, med 3 mm nederbörd.